# Neuwerk
Neuwerk je německý ostrov, ležící nedaleko ústí Labe v Helgolandské zátoce v Severním moři. Ostrov je administrativní součástí spolkové země Hanzovní město Hamburk, nachází se 13 km severozápadně od přístavu Cuxhaven a přibližně 100 km na severozápad od Hamburku. Rozloha ostrova je 3 km² a žije zde 36 obyvatel (stav 2005), maximální nadmořská výška ostrova je 7 m n. m. Ostrov je součástá Národního parku Hamburské wattové moře.
Neuwerk je hlavním ostrovem hamburské městské části Neuwerk a je součástí městského okresu Hamburg-Mitte, ostrov je tedy de facto hamburskou enklávou obklopenou teritoriálními vodami spolkové země Dolní Sasko.

## Historie
První písemná zmínka pochází z roku 1316. V roce 1369 zde byl vybudován maják pro hanzovní město Hamburk, pod jehož správu se ostrov v roce 1388 dostal. V roce 1937 se ostrov stal součástí Pruska a po druhé světové válce byl přiřazen ke spolkové zemi Dolní Sasko. V roce 1969 získal Hamburk ostrovy Neuwerk a Scharhörn zpět, výměnou za část přístavu v městě Cuxhaven, kterou vlastnil (viz zákon o Velkém Hamburku a dalších územních úpravách).

## Galerie

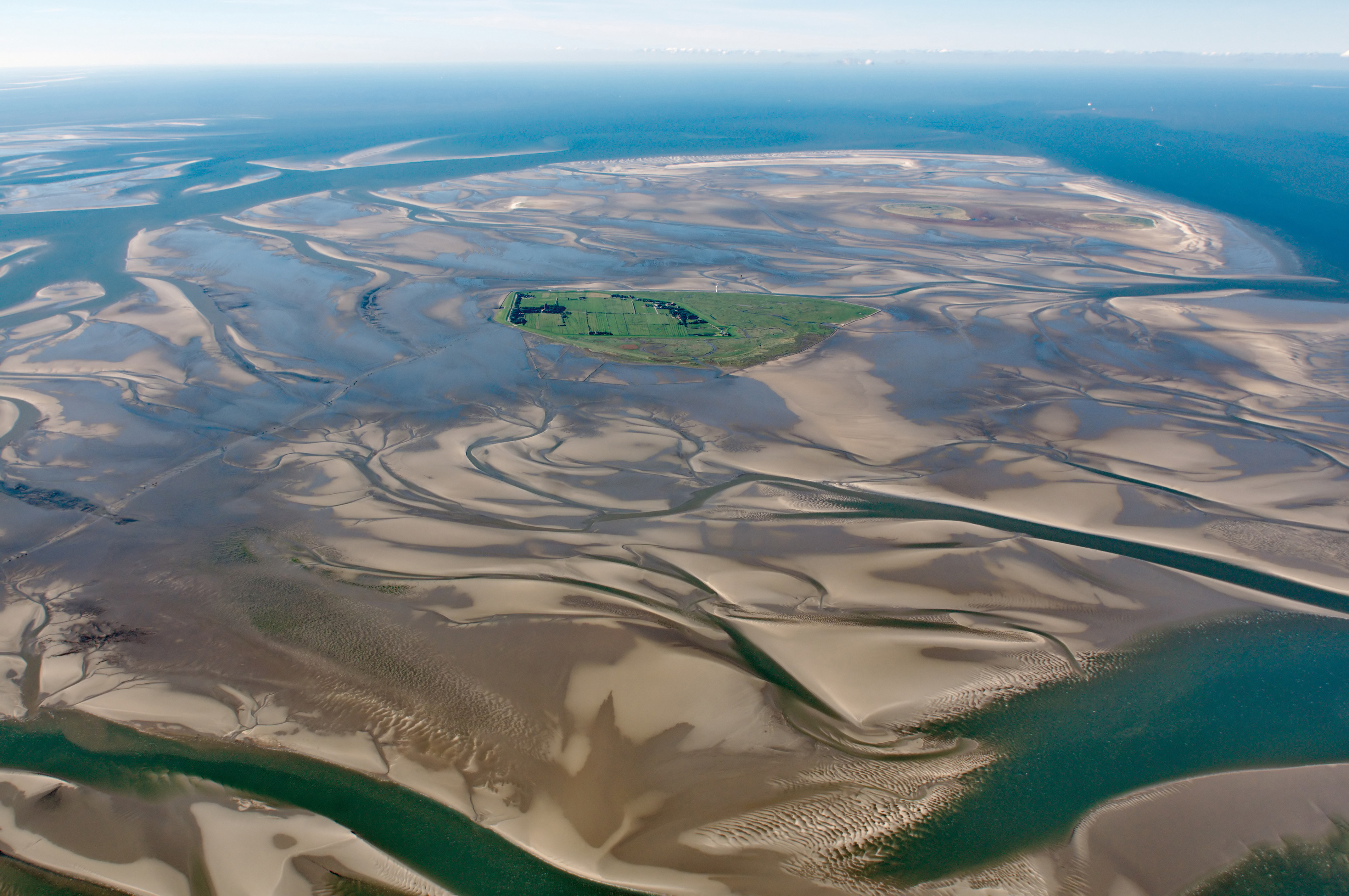
Ostrov Neuwerk
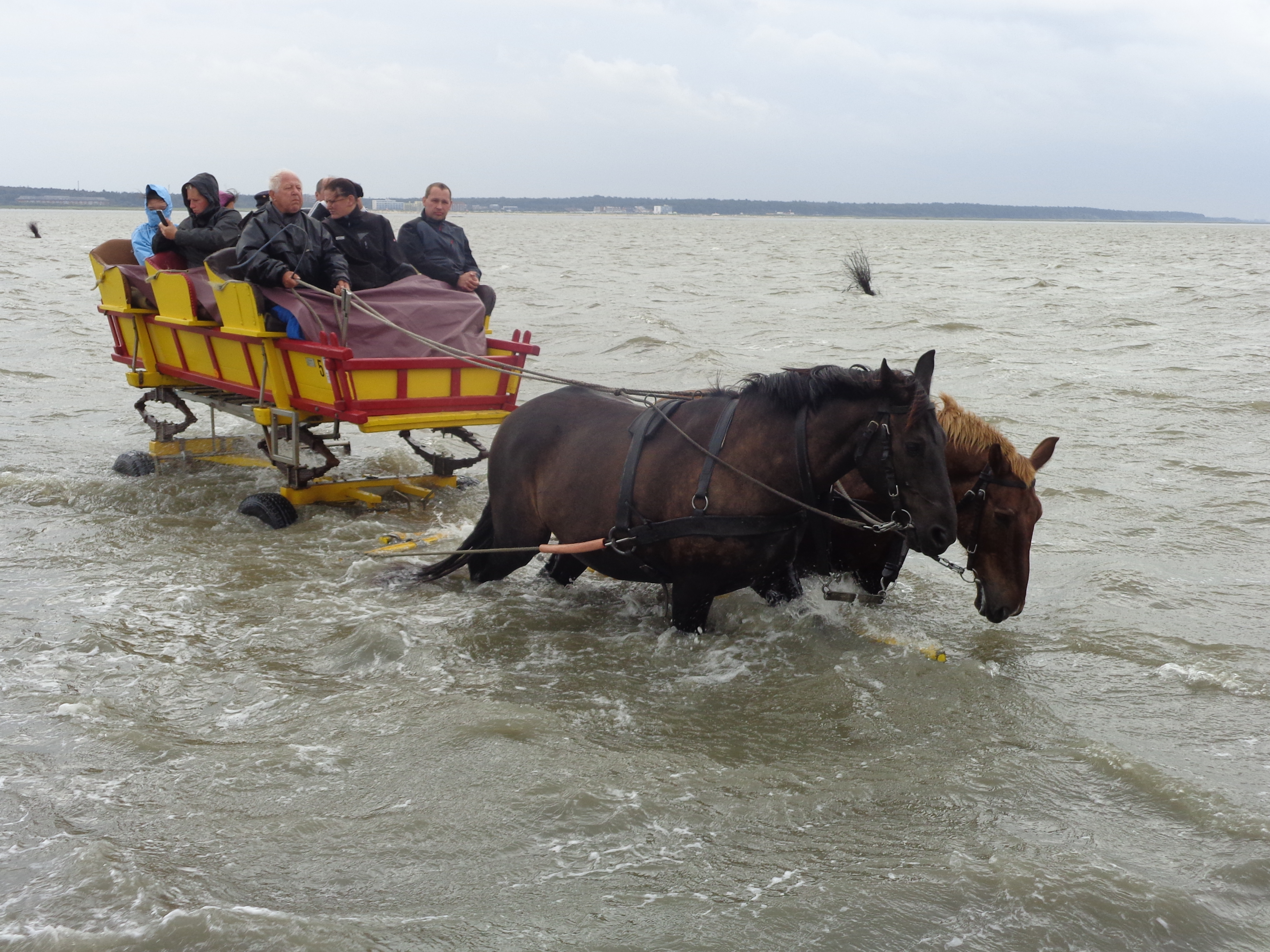
Doprava mezi Duhnenem a Neuwerkem
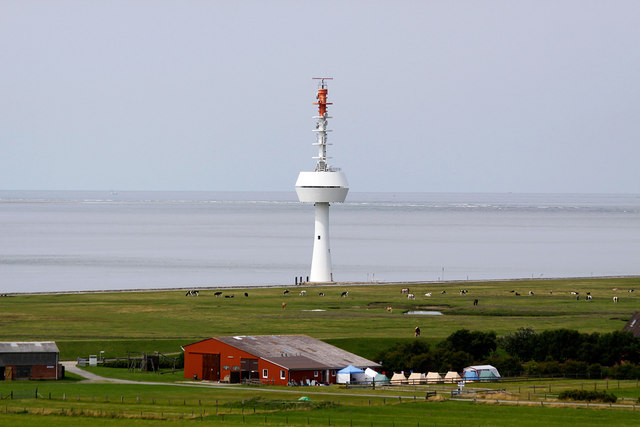
Radar
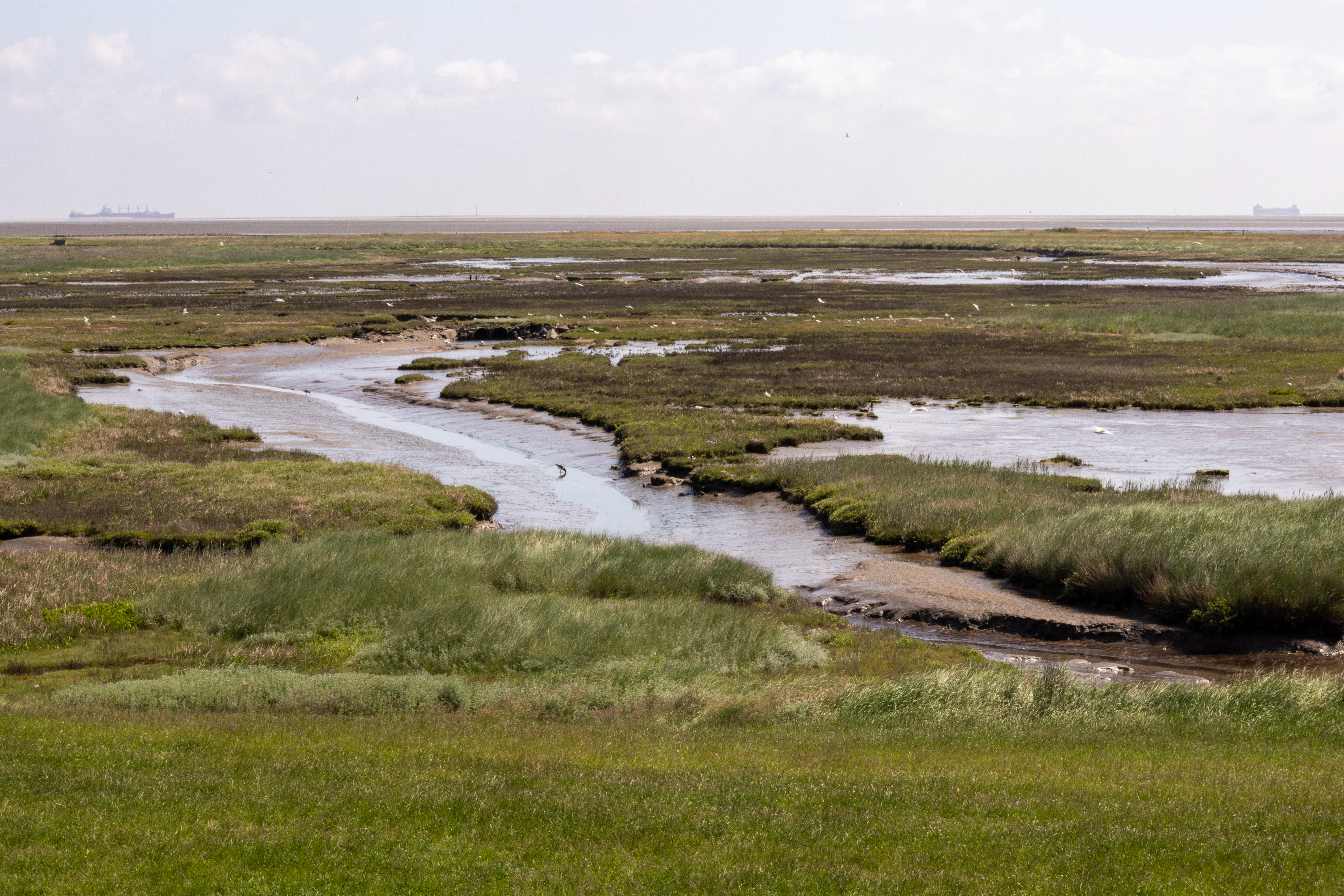
Saliny
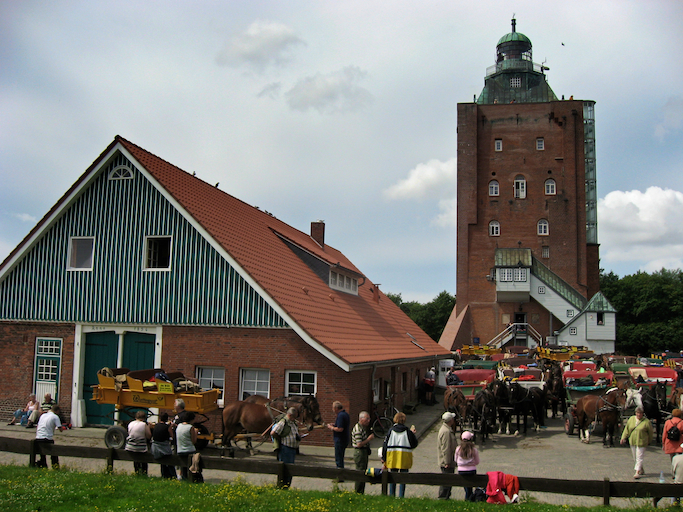
Starý maják